# Lechosław Michalak
Lechosław Michalak (nascido em 22 de setembro de 1956) é um ex-ciclista polonês. Venceu a edição de 1977 da Volta à Polônia.